# Kaxinawá
Kaxinawá (Caxinauá, Cashinauá, Cachinauá, Cashinahua, Kasinawa, Kaxinaua; Sami sebe nazivaju Huni-Kuin ili Junikuin, odnosno 'pravi ljudi', od —huni, "čovjek," i kuin, "pravi".), pleme američkih Indijanaca porodice Panoan, nastanjeno na zapadu bazena Amazone uz rijeke Curanja i Purus u Peruu u departmanu Ucayali i susjednom dijelu brazilske države Acre. Porijeklo brazilskih Kašinava također je iz Perua, ali vrijeme njihovog dolaska u Brazil nije poznato. 
Većina Kašinava u povijesti je stradalo od sakupljača gume koji si ih tjerali na prisilan rad i odvodili u ropstvo. U vrijeme između 1955 i 1968. preostalo ih je 400-500. Suvremena populacija iznosi 3.964 u Peruu (1999.), i 1.400 u Brazilu (2000.)

## Vanjske poveznice
- Kaxinawa Indians
- Kashinawa
- Kaxinawá  Arhivirana inačica izvorne stranice od 4. ožujka 2008. (Wayback Machine)